# Discoverer

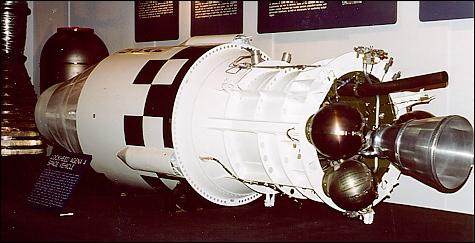
Agena-A mit Discoverer Nutzlast

Discoverer ist eine Klasse von künstlichen Erdsatelliten des Strategic Air Command der U. S. Air Force (USA), gestartet von 1959 bis 1962.
Die Bezeichnung Discoverer war ein Deckname für das Corona-Programm, bei dem Spionagesatelliten vom Typ Keyhole gestartet wurden. Sie dienten u. a. der Fotoaufklärung (IMINT) des US-Verteidigungsministeriums. Die Satelliten, entwickelt von GE General Electric, wurden meist mit Raketen vom Typ Thor-Agena auf dem Luftwaffenstützpunkt Vandenberg, Kalifornien, in eine Erdumlaufbahn geschickt.

## Satelliten mit Startdatum und Datum der Beendigung des Umlaufs
| Bezeichnung   | Startdatum         | Startort                                           | Beendigung des Umlaufs | Bemerkungen                                                                         |
| ------------- | ------------------ | -------------------------------------------------- | ---------------------- | ----------------------------------------------------------------------------------- |
| Discoverer 1  | 28. Februar 1959   | Space Launch Complex 1W, Vandenberg Air Force Base | März 1959              | Offiziell als Erfolg gemeldet, möglicherweise aber nicht die Erdumlaufbahn erreicht |
| Discoverer 2  | 13. April 1959     | Space Launch Complex 1W, Vandenberg Air Force Base | 26. April 1959         |                                                                                     |
| Discoverer 3  | 3. Juni 1959       | Space Launch Complex 1W, Vandenberg Air Force Base |                        | Orbit nicht erreicht                                                                |
| Discoverer 4  | 25. Juni 1959      | Space Launch Complex 1E, Vandenberg Air Force Base |                        | Orbit nicht erreicht                                                                |
| Discoverer 5  | 13. August 1959    | Space Launch Complex 1W, Vandenberg Air Force Base | 28. September 1959     |                                                                                     |
| Discoverer 6  | 19. August 1959    | Space Launch Complex 1E, Vandenberg Air Force Base | 20. Oktober 1959       |                                                                                     |
| Discoverer 7  | 7. November 1959   | Space Launch Complex 1W, Vandenberg Air Force Base | 26. November 1959      |                                                                                     |
| Discoverer 8  | 20. November 1959  | Space Launch Complex 1E, Vandenberg Air Force Base | 8. März 1960           |                                                                                     |
| Discoverer 9  | 4. Februar 1960    | Space Launch Complex 1W, Vandenberg Air Force Base |                        | Orbit nicht erreicht                                                                |
| Discoverer 10 | 19. Februar 1960   | Space Launch Complex 1E, Vandenberg Air Force Base |                        | Nach dem Start zerstört                                                             |
| Discoverer 11 | 15. April 1960     | Space Launch Complex 1E, Vandenberg Air Force Base | 26. April 1960         |                                                                                     |
| Discoverer 12 | 29. Juni 1960      | Space Launch Complex 1W, Vandenberg Air Force Base |                        | Orbit nicht erreicht                                                                |
| Discoverer 13 | 10. August 1960    | Space Launch Complex 1E, Vandenberg Air Force Base | 11. November 1960      | Erster US-Flugkörper, der im Pazifik geborgen werden konnte                         |
| Discoverer 14 | 18. August 1960    | Space Launch Complex 1W, Vandenberg Air Force Base | 19. August 1960        |                                                                                     |
| Discoverer 15 | 13. September 1960 | Space Launch Complex 1E, Vandenberg Air Force Base | 15. September 1960     |                                                                                     |
| Discoverer 16 | 26. Oktober 1960   | Space Launch Complex 1W, Vandenberg Air Force Base | 26. Oktober 1960       |                                                                                     |
| Discoverer 17 | 12. November 1960  | Space Launch Complex 1E, Vandenberg Air Force Base | 14. November 1960      |                                                                                     |
| Discoverer 18 | 7. November 1960   | Space Launch Complex 1W, Vandenberg Air Force Base | 10. Dezember 1960      |                                                                                     |
| Discoverer 19 | 20. Dezember 1960  | Space Launch Complex 1E, Vandenberg Air Force Base | 23. Januar 1961        |                                                                                     |
| Discoverer 20 | 17. Februar 1961   | Space Launch Complex 1W, Vandenberg Air Force Base | 28. Juli 1962          |                                                                                     |
| Discoverer 21 | 18. Februar 1961   | Space Launch Complex 1E, Vandenberg Air Force Base | 20. April 1962         |                                                                                     |
| Discoverer 22 | 30. März 1961      | Space Launch Complex 1W, Vandenberg Air Force Base | 30. März 1961          |                                                                                     |
| Discoverer 23 | 8. April 1961      | Space Launch Complex 1E, Vandenberg Air Force Base | 16. April 1962         |                                                                                     |
| Discoverer 24 | 8. Juni 1961       | Space Launch Complex 1W, Vandenberg Air Force Base |                        | Fehlstart                                                                           |
| Discoverer 25 | 16. Juni 1961      | Launch Complex 75-1-1, Vandenberg Air Force Base   | 18. Juni 1961          |                                                                                     |
| Discoverer 26 | 8. Juli 1961       | Space Launch Complex 1E, Vandenberg Air Force Base | 9. Juli 1961           |                                                                                     |
| Discoverer 27 | 26. Juli 1961      | Space Launch Complex 1W, Vandenberg Air Force Base | 26. Juli 1961          |                                                                                     |
| Discoverer 28 | 3. August 1961     | Launch Complex 75-1-1, Vandenberg Air Force Base   |                        | Fehlstart (2. Stufe nicht gestartet)                                                |
| Discoverer 29 | 30. August 1961    | Space Launch Complex 1W, Vandenberg Air Force Base | 4. September 1961      | Corona-14, Aufklärungsflug über die Sowjetunion                                     |
| Discoverer 30 | 12. September 1961 | Space Launch Complex 1E, Vandenberg Air Force Base | 15. September 1961     |                                                                                     |
| Discoverer 31 | 17. September 1961 | Launch Complex 75-1-1, Vandenberg Air Force Base   | 26. Oktober 1961       |                                                                                     |
| Discoverer 32 | 13. Oktober 1961   | Space Launch Complex 1W, Vandenberg Air Force Base | 14. Oktober 1961       |                                                                                     |
| Discoverer 33 | 23. Oktober 1961   | Space Launch Complex 1E, Vandenberg Air Force Base |                        | Fehlstart                                                                           |
| Discoverer 34 | 5. November 1961   | Launch Complex 75-1-1, Vandenberg Air Force Base   | 7. Dezember 1962       |                                                                                     |
| Discoverer 35 | 15. November 1961  | Space Launch Complex 1W, Vandenberg Air Force Base | 16. November 1961      |                                                                                     |
| Discoverer 36 | 12. Dezember 1961  | Space Launch Complex 1W, Vandenberg Air Force Base | 16. Dezember 1961      | Sekundärnutzlast: Amateurfunksatellit OSCAR 1                                       |
| Discoverer 37 | 13. Januar 1962    | Space Launch Complex 1W, Vandenberg Air Force Base |                        | Fehlstart                                                                           |
| Discoverer 38 | 27. Februar 1962   | Space Launch Complex 1W, Vandenberg Air Force Base | 3. März 1962           |                                                                                     |